# Городищенский Богородице-Рождественский монастырь
Городищенский Свято-Рождества Богородичный монастырь ― православный мужской монастырь во имя Рождества Богородицы в селе Городище Хмельницкой области Украины. Находится в ведении Шепетовской епархии.

## История монастыря
Село Городище образовалось на месте древнего Изяславля, уничтоженного в 1241 году войсками Батыя. Он был для того времени довольно крупным поселением с укреплённым княжеским замком и службами, став именным прототипом заново отстроенного Изяслава на Горыни. В 1957 году археологическая экспедиция М. Г. Каргера раскопала здесь детинец и окольный город с тройной линией валов, с обломками мечей, боевых топоров и пр.

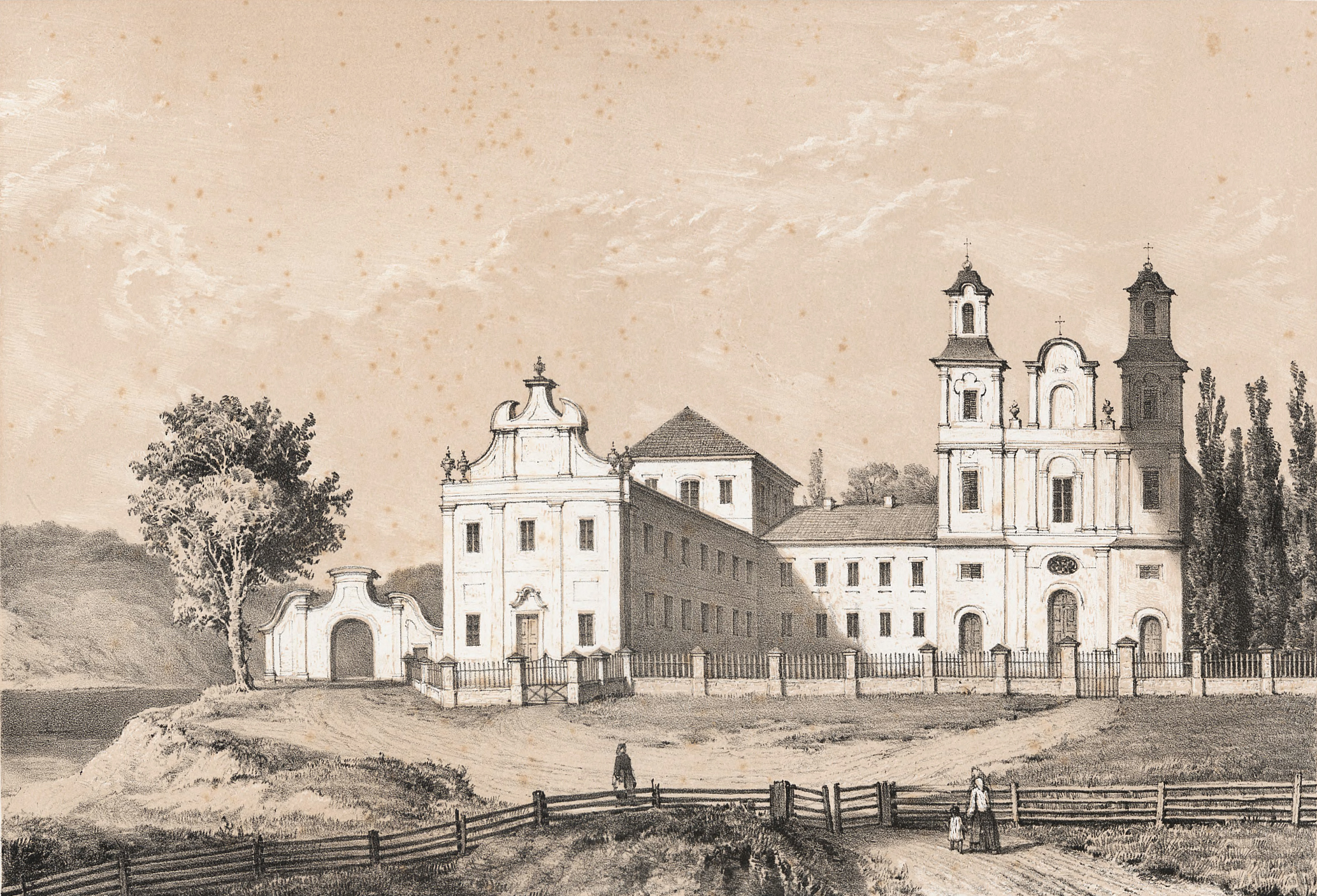
Городищенский монастырь. XIX в.

В середине XVI века село принадлежало князю Илье Константиновичу Остожскому, сыну великого гетмана литовского К. И. Острожского. Село имело церковь Николая Чудотворца. В 1538 году в селе князем Богушем Фёдоровичем Корецким был основан мужской монастырь ― это известно по сохранившемуся духовному завещанию князя. Им же был основан и Корецкий женский монастырь. Городищенский монастырь был деревянным, часто горел при татарских набегах, восстанавливался. В 1745 году по решению местной католической шляхты деревянный монастырь снесли и построили на средства князей Любомирских и Я. Погрошевского каменный для монахов-кармелитов. В 1782 году костёл монастыря освятил епископ луцкий Ян Качковский. Монастырь получил от короля сёла Городище и Пашуки с жителями ― 350 человек. В 1777 году монастырь был приписан к Гощанскому униатскому монастырю.
Когда Волынь вошла в состав Российской империи, монастырь в 1832 году закрыли, костёл переосвятили в православную церковь Рождества Пресвятой Богородицы. В 1858 году сюда перевели монахинь из Полонского Успенского монастыря. Монастырь получил земли и лесоучасток.
Священник В. Н. Струменский в «Историческом очерке Городищенского женского монастыря по случаю его 50-летнего юбилея 13 июля 1908» рассказал об истории перестройки монастыря в православную обитель:
«На северной стороне находится главная монастырская Свято-Рождество Богородичная церковь, алтарем на север. Она имеет вид корабля с двумя башнями, а посереди них икона Святой Троицы. Башни пятиэтажные, высотой до 20 сажень. В правой ― монастырская колокольня. В середине храм расписанный фресками. В самом храме, разделенном продольными колоннами на три части, в среднем его своде, изображен один из Вселенских соборов. Эта величественная картина поражает каждого при входе в храм и подсознательно заставляет забыться и мысленно перенестись в те времена христианства, когда христианская вера и Церковь окончательно победили своих врагов ― еретиков».
При монастыре работала двухлетняя школа для девочек, были открыты аптека, небольшая гостиница. В 1908 году в монастыре было 18 монахинь и 112 послушниц. В 1914 году было 67 монахинь и 167 послушниц. Накануне 1917 года монастырю принадлежало 365 десятин земли и 3 мельницы. В ставках разводили рыбу.
В начале XX века в Ораниенбауме под Петроградом построено подворье Городищенского монастыря: церковь, каменный дом и 4 деревянные двухэтажные. Подворье закрыли в 1932 году. Сохранились 2 деревянных дома.
В 1923 году монастырь закрыли, до 1936 года там находился комсомольский санаторий, с 1936 года военный госпиталь.
В 1941 году, с приходом немцев, монастырь открыт, к 1944 году в нём жили 32 монахини, в 1954 ― 63, в 1958 ― 70. В июне 1960 года, в пору хрущёвской антирелигиозной компании, монастырь закрыли.
В январе 1995 года монастырь открыт как мужской, в 2005 году в нём проживало 20 насельников. Восстановлен Богородице-Рождественский собор, идут богослужения. Отремонтирован келейный корпус, работают трапезная, мастерские, развивается подсобное хозяйство.
В некоторой справочной литературе монастырь ошибочно идентифицируется с Городищенским монастырём в Ровенском районе Украины.

## Святыня
Местночтимая икона Божией Матери «Семистрельная»